# 八重山民政府
八重山民政府（英語：Yaeyama Civil Government；日语：／ Yaeyama Minseifu），為美軍佔領八重山群島時所設置的行政管理機關，設立於1947年3月。由美軍遴選出吉野高善擔任民政府知事，同時並設立諮詢機關「八重山議會」（後改為八重山民政議會）。八重山民政府直到1950年11月改組為八重山群島政府。

## 民政府設立前的八重山支廳
1945年原日本政府設置的「八重山支廳」在沖繩島戰役後因沖繩縣廳的機能喪失，導致八重山支廳失去機能，同時又爆發瘧疾的流行造成八重山地區社會的不安。因此，島上居民自行組成八重山自治會，選出了宮良長詳擔任會長。一週後，美軍至八重山群島設置軍政府，並重新設置「八重山支廳」，並任命自治會會長宮良長詳擔任支廳長。八重山支廳直到1947年改制為八重山民政府。

### 八重山支廳的行政組織
- 支廳長
  - 總務部
  - 經濟部
  - 事業部
  - 衛生部
  - 文化部
  - 警務部
  - 遞信部
  - 秘書課

## 八重山議會
八重山支廳的諮詢機關「八重山支廳議會」於1946年成立，為八重山議會的前身。隨著八重民政府的改組，八重山議會也改為八重山民政議會。直到1950年，八重山民政府改組為八重山群島政府時，八重山民政議會也改為八重山群島議會。